# Nikodemos

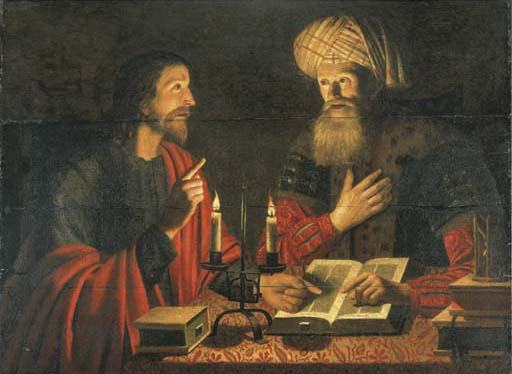
Nattsamtal mellan Jesus och Nikodemos. Målning av Crijn Hendricksz Volmarijn.

Nikodemos (grekiska: Νικόδημος) är en person som omnämns i Johannesevangeliet som en medlem av judarnas stora råd och fariséernas religiösa och politiska parti. Nikodemos omnämns i Johannesevangeliet 3:1–10, 7:50 och 19:39.
Enligt Johannesevangeliet 3:1–10 kom Nikodemos till Jesus om natten för att samtala om Gud och Gudsriket. Han undrar över hur någon kan "födas på nytt". Vid denna tid diskuterades religiösa frågor ofta på natten.
I Johannesevangeliet 7:50 vädjar Nikodemos till övriga i stora rådet att inte döma Jesus ohörd, och i Johannesevangeliet 19:39 hjälper han till att ta hand om Jesu döda kropp.
I de östliga kyrkorna räknas Nikodemos som en av myrrbärarna. I östlig ortodox tradition förekommer Nikodemos också ibland i ikonostasens festrad där han deltar i "Nedtagandet från korset" och "Gravläggningen".